# Colchicum alpinum
Colchicum alpinum (лат.) — вид травянистых луковичных ядовитых растений из рода Безвременник семейства Безвременниковые (Colchicaceae).

## Ботаническое описание

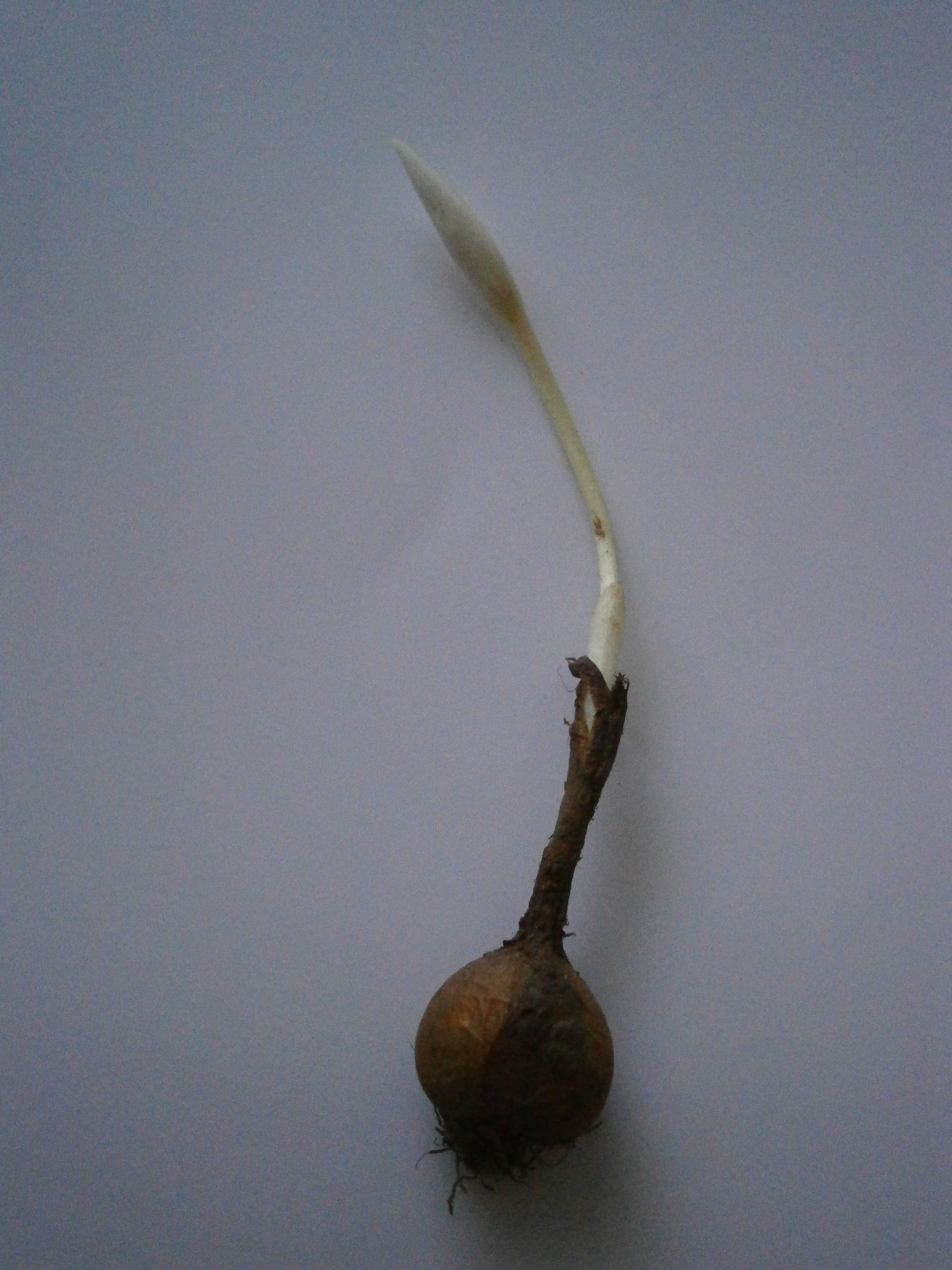
Побег клубня с цветочной почкой

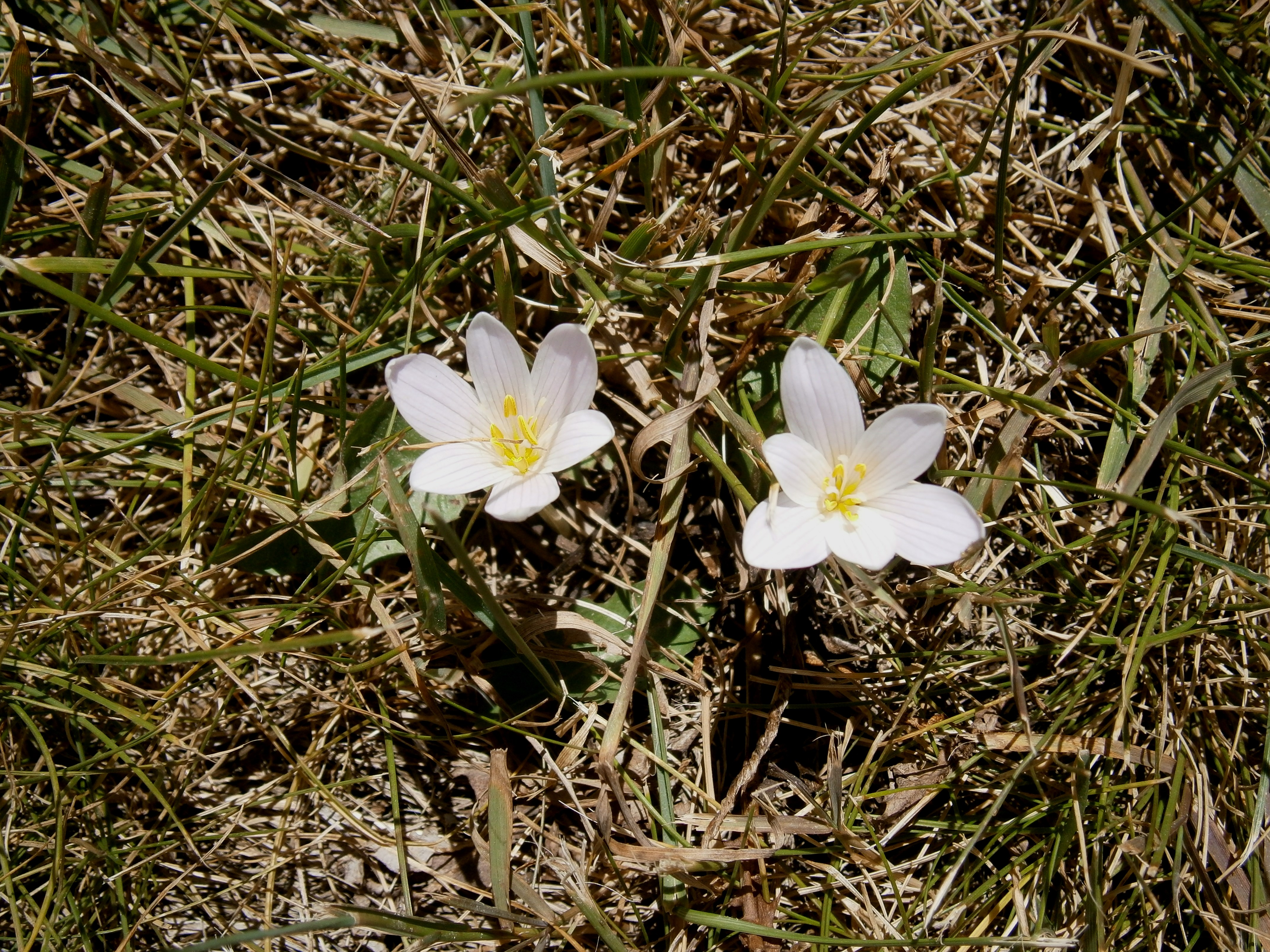
Colchicum alpinum

Многолетнее растение с корнем клубнелуковицы, овальной или округлой формы, достигающее в высоту от 5 до 8 сантиметров.
Весной из ростка клубня размером 1-2,5×1-1,5 см выходят 2-3 листа размером 8-15×0,2-1,4 см с плодом-капсулой размером 15-20 мм.
От 1 до 2 цветков узкоколокольчатой или воронковидной формы. Пыльники достигают длины 2-3 миллиметра. Перигонеальные доли узко вертикально-ланцетные, пурпурно-розовые, иногда белые. Рыльце пунктированное. Период цветения — с июля по сентябрь. Плод семенная коробочка.
Число хромосом 2n = 54 или около 120.
Ареал вида находится в Альпах (Франция, Италия и юго-запад Швейцарии), Апеннинах, на Корсике и Сицилии на сухих горных лугах, бедных известью на высоте от 600 до 2000 метров над уровнем моря.
В качестве декоративного растения используется редко.